# Бланшар, Жослен
Жослен Бланшар (фр. Jocelyn Blanchard; родился 28 мая 1972, Бетюн, Франция) — французский футболист, защитник. Играл за ряд клубов, такие как: «Метц», «Ювентус», «Ланс» и другие. Ныне — спортивный директор «Ланса».

## Клубная карьера
Жослен родился в городе Бетюн и является воспитанником клуба «Дюнкерк», за основную команду которого провёл более ста матчей. Затем Жослен перешёл в клуб «Метц», отыграв 108 матчей, футболист привлёк внимание итальянского гранда — «Ювентус», но за клуб он сыграл всего лишь 12 матчей, и вернулся на родину, в «Ланс».